# 타레크 아야드
타레크 아야드(طارق فؤاد, Tarek Ayad, 1987년 5월 29일 ~)는 이집트의 플뢰레 펜싱 선수이다. 2012년 하계 올림픽에서 그는 남자 플뢰레 개인전과 단체전에 출전하였다. 그러나 그는 개인전 32강에서 러시아의 알렉세이 체레미시노프에 8-15로 패하며 탈락하였고, 단체전에서는 16강에서 탈락하였다.